# Hitman 2 (videospil fra 2018)
Hitman 2 er et stealth-computerspil fra 2018, udviklet af IO Interactive. Det er den syvende hovedtitel i Hitman-spilserien, efterfølgeren til Hitman fra 2016 og det andet spil i World of Assassination-trilogien. Spillet fortsætter den historie, der blev påbegyndt i Hitman, og følger den genetisk modificerede lejemorder Agent 47 i hans jagt på den mystiske "Shadow Client", som forsøger at ødelægge Providence – en hemmelig organisation, der styrer globale anliggender. Spillet udforsker også mere af 47's mystiske fortid, som Providence tilbyder at afsløre i bytte for hans hjælp. Ligesom sin forgænger er spillet struktureret omkring seks store sandkassemiljøer, som spillerne frit kan udforske for at finde muligheder for at eliminere deres mål. Det indeholdt også to online multiplayer-tilstande, Sniper Assassin og Ghost Mode, men spillets servere for begge tilstande er siden blevet lukket; Sniper Assassin kan dog stadig spilles i singleplayer.
| computerspil | Spire Denne computerspilsrelaterede artikel er en spire som bør udbygges. Du er velkommen til at hjælpe Wikipedia ved at udvide den. |